# Zeche Feldgesbank
Die Zeche Feldgesbank ist ein ehemaliges Steinkohlenbergwerk in Sprockhövel-Scheven. Die Zeche war auch unter den Namen Zeche Feldbank oder Zeche Feldbanck und für das Nebenflöz unter dem Namen als Zeche Feldgesbänker Striepen bekannt. Vermutlich ist die Zeche auch identisch mit den Zechen Feltgesbank und Veldtbank. Das Bergwerk befand sich etwa 500 Meter südlich des Ortsteiles Scheven. Es wurde in der Haßlinghauser Mulde als eines von vier Bergwerken im Flöz Geitling betrieben.

## Geschichte

### Feldgesbank
Am 15. April 1650 erfolgte die Belehnung des Grubenfeldes durch Hillebrandt Mielken zu Weiershaus beim Halloer Busch und seines Sohnes Peter, anschließend war die Zeche in Betrieb. Am 7. Juni 1671 erfolgte die erneute Belehnung des Grubenfeldes. Im Jahr 1739 wurde der Stollen weiter vorgetrieben. In den Jahren 1754 und 1755 wurde das Bergwerk in Fristen gelegt – Grund war, dass man auf die Lösung durch den Tiefen Erbstolln wartete. Im Jahr 1769 wurde auf der Zeche Feldgesbänker Striepen im Nebenflöz Abbau betrieben. Im Jahr 1775 wurde die Zeche in den Unterlagen unter den beiden Namen Zeche Feldgesbänker Striepen und Zeche Feldgesbank geführt. Am 1. Juli des Jahres 1784 wurde das Bergwerk durch den Leiter des märkischen Bergreviers, den Freiherrn vom Stein, befahren. Die Zeche Feldgesbank war das fünfundvierzigste Bergwerk, welches vom Stein auf seiner Reise durch das märkische Bergrevier befuhr. Zum Zeitpunkt der Befahrung war das Bergwerk, welches den Nordflügel des unteren Flözes bildete, außer Betrieb. Vom Stein machte in seinem Protokoll Angaben über den Zustand des Bergwerks. Vom Stein bemängelte, dass zum Zeitpunkt der Befahrung noch kein Abbaubetrieb vorgerichtet war.
Im Jahr 1796 wurde an den Schächten 17 (Kuhlmann), 18 (Sönges) und 20 (Gottlob) Abbau betrieben. Im Jahr 1800 war der Schacht Gottlob in Betrieb. Im Jahr 1805 waren der Schacht Adolph und der Schacht 19 in Betrieb, es wurden 28.425 Ringel Steinkohle gefördert. Die letzten bekannten Förderzahlen des Bergwerks stammen aus dem Jahr 1808 – es wurden 4846 Tonnen Steinkohle gefördert. Im Jahr 1810 waren im Bereich des Oberstollens die Schächte Noa, Johann und Adam in Betrieb, im Bereich des Tiefer Stollen die Schächte Sophia, Caspar und August. Im Jahr 1815 waren im Bereich des Oberstollens die Schächte Georg, Petrus und Alexander in Betrieb, im Bereich des Tiefer Stollen die Schächte Eduard, Gustav Adolph, Zankapfel, Zwilling und August. Ab März des Jahres 1821 wurde die Berechtsame zur Stöcker Hauptgrube zugeschlagen.

### Feltgesbank
Die Zeche Feltgesbank war auch unter den Namen Zeche Veldtbank oder Zeche Schevener Bank bekannt. Die Zeche war bereits vor dem Jahr 1646 im Krefftinger Holz in Betrieb. Während der Zeit des Dreißigjährigen Krieges war das Bergwerk verlassen. Am 13. Mai 1646 erfolgte die Belehnung durch Peter Kueper zu Dellwigh und dessen Sohn, der Stollen wurde jedoch nicht weiter vorgetrieben. Im Jahr 1646 wurde der Sollen weiter vorgetrieben und erreichte am 19. Juli eine Länge von 1000 Fuß. Am 19. Juni desselben Jahres erfolgte eine erneute Belehnung durch Peter Kueper und dessen Sohn Kerstgen, Peter Buck und dessen Schwägerin Gretgen, Elisabeth von Diest sowie Caspar Herrmanns. In den Jahren 1650 und 1662 war das Bergwerk nachweislich in Betrieb, über die Jahre danach gibt es keine weiteren Angaben.

### Veldtbank
Die Zeche Veldtbank war auch unter dem Namen Zeche Veldtbank im Krefftinger Holz bekannt. Über das Bergwerk ist nur wenig bekannt. Am 20. Juni 1646 wurde eine Kohlenbank Unter Scheven Veldtbank genannt, über die Jahre danach gibt es keine weiteren Angaben.